# Rysensteen Gymnasium
Rysensteen Gymnasium er et gymnasium på Vesterbro i København.
Skolen blev grundlagt i 1881 som Laura Engelhardts Skole i Stormgade 16. Skolen var en privat pigeskole, og undervisningen foregik i Laura Engelhardts forældres lejlighed. Grundet pladsmangel flyttede skolen i 1895 ind i nyopførte bygninger i Rysensteensgade 3. Skolen blev i 1919 overtaget af Københavns Kommune som Rysensteen Gymnasium. I 1932 flyttede skolen til Tietgensgade, og overtog bygningerne fra den nedlagte Tietgensgade Skole. Den røde bygning på Tietgensgade 74, hvor Rysensteen Gymnasium ligger i dag, var opført i 1885-86 som kommuneskole af arkitekt Hans J. Holm. Omkring årtusindskiftet fik skolen nye lokaler i Den brune kødbys gamle stalde til fagene geografi, billedkunst, kemi, naturfag og fysik. I 2002 skete en omfattende ombygning af hovedbygningen hvor bl.a. administrationsområdet og skolens studiecentre blev renoveret. I januar 2003 stod et nyt musiklokale færdigt.
I 2011 valgte man pga. pladsmangel at leje sig ind i lokaler i Den Hvide Kødby, nærmere bestemt på Flæsketorvet, som ligger 7-8 minutters gang fra gymnasiets hovedbygning.
I marts 2020 lukkede gymnasiet midlertidigt som den første skole i Danmark under coronakrisen, efter to elever havde fået konstateret coronavirus, for at "hindre smittespredning blandt elever og skolens medarbejdere".

## Rektorer
- 1881-1919 Laura Engelhardt (1856-1941)[3]
- 1919-1931 Maria Nielsen (1882-1931)[4]
- 1931-1950 Anne Marie Bo (1885-1972)[5]
- 1950-1963 Aagot Lading (en) (1909-1963)[6]
- 1963-1970 Svend Atke (1910-1993)[7]
- 1970-1994 Birthe Christensen (1927-)[8]
- 1994-1999 Johannes Nymark (1944-)[9]
- 1999- Gitte Harding Transbøl (1959-)

## Kendt lærer
- Bjørn Grøn, matematiklærer, matematikbogsforfatter, forlægger, boghandler og politiker